# Omicidio di Via Prati di Papa
L'omicidio di Via Prati di Papa è un'azione criminale compiuta dal Partito Comunista Combattente, facente capo alle Brigate Rosse, il 14 febbraio 1987 a Roma.

## L'attacco

### I fatti
Intorno alle 8:45 di sabato 14 febbraio, un portavalori scortato da un'Alfa Giulietta della Polizia di Stato, subì un assalto vicino all'ufficio postale di Via Prati di Papa nel Q. XI Portuense: i nove terroristi delle Brigate Rosse (Guerriglia metropolitana per il comunismo) erano a bordo di due automobili, tra cui un'altra Alfa Giulietta con finto lampeggiante.
Depositato il denaro (destinato al pagamento giornaliero) all'ufficio postale, il furgone e la scorta si diressero verso la fine della via, quasi all'incrocio con Via Borghesano Lucchese: nei pressi di una strettoia, i brigatisti aprirono il fuoco. L'unità di polizia, composta di soli tre agenti, rispose alla sparatoria: Rolando Lanari e Giuseppe Scravaglieri (di 26 e 23 anni, rispettivamente) morirono nel conflitto a fuoco, mentre Pasquale Parente (29 anni) rimase ferito. I brigatisti rubarono 1.150.000.000 di lire, sparando anche contro le abitazioni adiacenti per impaurire gli abitanti.

### Le conseguenze
L'estremo saluto ai due agenti morti fu dato martedì 17, con i funerali di Stato. In loro ricordo, gli fu intitolata una piazza: il Presidente della Repubblica Francesco Cossiga riconobbe medaglie d'oro a valor civile ai due poliziotti uccisi.

## Il processo
Il 24 settembre 2002 la Corte di cassazione condannò all'ergastolo sei dei nove brigatisti: Fabio Ravalli, Maria Cappello, Vincenza Vaccaro, Franco Grilli, Stefano Minguzzi, questi ultimi autori anche dell’assassinio di Roberto Ruffilli, e Tiziana Cherubini. La sentenza fu confermata il 25 maggio 2004.

## Ricordo
Il 14 febbraio 2005, per il 18º anniversario del fatto, una corona d'alloro - a nome del Ministro dell'Interno e del Capo della Polizia - fu deposta davanti alla lapide.